# Woronora Heights
Woronora Heights är en del av en befolkad plats i Australien. Den ligger i kommunen Sutherland Shire och delstaten New South Wales, i den sydöstra delen av landet, omkring 26 kilometer sydväst om delstatshuvudstaden Sydney.
Runt Woronora Heights är det tätbefolkat, med 636 invånare per kvadratkilometer.. Närmaste större samhälle är Menai, nära Woronora Heights. 
Runt Woronora Heights är det i huvudsak tätbebyggt. Genomsnittlig årsnederbörd är 1 507 millimeter. Den regnigaste månaden är juni, med i genomsnitt 232 mm nederbörd, och den torraste är juli, med 39 mm nederbörd.